# 경양로
경양로(Gyeongyang-ro)는 광주광역시 북구 임동 에서 동구 산수동 산수오거리까지 이어주는 도로이다.

## 주요 경유지
광주광역시
- 북구 (임동 . 신안동 . 중흥동 . 계림동) - 동구 (산수동)

## 노선
| 이름          | 접속 노선                        | 소재지     | 소재지 | 비고 |
| ------------- | -------------------------------- | ---------- | ------ | ---- |
| (이름없음)    | 광주광역시도 제12호선 (천변우로) | 광주광역시 | 북구   |      |
| 임동사거리    | 자동차로                         | 광주광역시 | 북구   |      |
| (이름없음)    | 태봉로 무등로202번길             | 광주광역시 | 북구   |      |
| 중흥육거리    | 계봉로                           | 광주광역시 | 북구   |      |
| (이름없음)    | 광주광역시도 제7호선 (독립로)    | 광주광역시 | 북구   |      |
| 계림오거리    | 광주광역시도 제6호선 (중앙로)    | 광주광역시 | 동구   |      |
| 산수오거리    | 국도 제29호선 (필문대로)         | 광주광역시 | 동구   |      |
| 무등로와 직결 |                                  |            |        |      |

## 주요 건물 및 시설
- 금호타이어 호남영업소 (경양로 9/임동 100-3)
- 광주은행 임동지점 (경양로 43/임동 186-8)
- 세븐일레븐 광주임동경양점 (경양로 98/임동 3-20)
- GS25 광주중흥점 (경양로 145/중흥동 709-4)
- 이마트24 광주유정점 (경양로 211/계림동 538-38)
- GS25 계림그랜드점 (경양로 245/계림동 484-23)
- 새마을금고 동광주 새마을금고 산수지점 (경양로 321/산수동 491-11)
- CU 광주산수점 (경양로 322/산수동 494-12)
- 산수도서관 (경양로 355/산수동 401-58)